# فلورنس گیل
فلورنس گیل (انگلیسی: Florence Gill؛ ‏ ۲۷ ژوئیهٔ ۱۸۷۷ – ۱۹ فوریهٔ ۱۹۶۵) بازیگر اهل انگلستان بود.
از فیلم‌هایی که وی در آن‌ها نقش داشته‌است، می‌توان به جوجه کوچولو، سمفونی مزرعه، میکی و آماتورها، مادر پلوتو، راه رفتن خروس، مرغ کوچک عاقل، خرگوش کوچک بامزه، کبوتر با کبوتر، باز با باز، اسکادران عقاب و گروه موسیقی وارد می‌شود اشاره نمود.